# ییپ یانسن
ییپ یانسن (هلندی: Jip Janssen؛ زادهٔ ۱۴ اکتبر ۱۹۹۷) بازیکن هاکی روی چمن اهل هلند است.